# Erol Taş

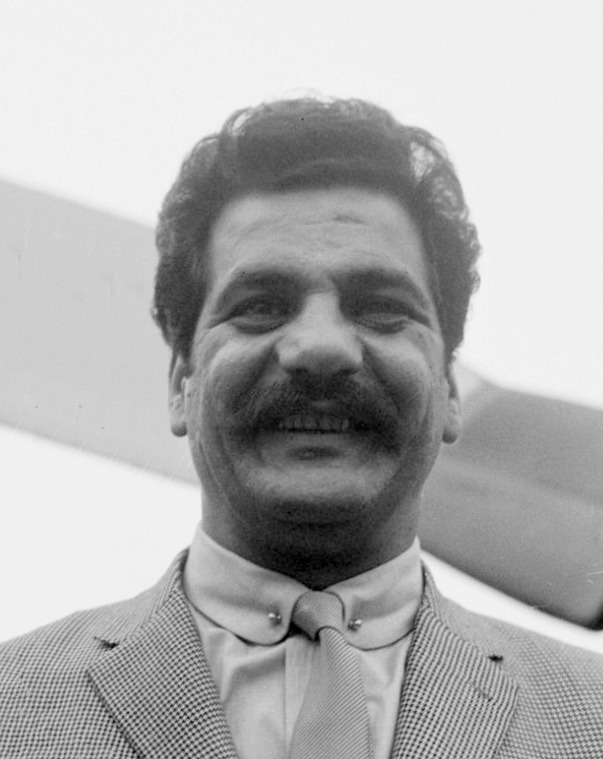
Erol Taş, 1964

 Erol Taş  (* 28. Februar 1926 in Karaköse, Erzurum; † 8. November 1998 in Istanbul) war ein türkischer Schauspieler.

## Leben
Erol Taş kam als Kleinkind nach dem Tod seines Vaters nach Istanbul und arbeitete in verschiedenen Berufen. Als Amateurboxer gewann er später einige Preise. Seine erste Ehefrau Hafize verlor er nach einer Krankheit im August 1965. Aus dieser Ehe entstammen drei Kinder. Taş heiratete später Elmas Erşan, mit der er ein Kind hatte. 1998 verstarb Taş an einem Herzinfarkt.
Entdeckt wurde er vom türkischen Filmregisseur Ömer Lütfi Akad. Dieser drehte einen Film, dessen Set Taş und einige Freunde nach ihrer Arbeit besuchten und den Dreharbeiten zuschauten. Währenddessen kam es zu einer Schlägerei mit anderen Männern, die die Filmcrew bedrängt hatten. Akad gefiel Taş' körperlicher Einsatz, so dass er ihn für eine Filmschlägerei anheuerte. Anfangs spielte er kleinere Statistenrollen und Nebenrollen. Erol Taş wirkte in über 350 Filmen mit, meist als Bösewicht der Geschichten. Nur in insgesamt sechs Filmen spielte er die Hauptrolle. Sein letzter Film stammt von 1992.
Eines seiner Markenzeichen war seine Knollennase. In Istanbul führte er bis zu seinem Tod das „Kultur Merkez“, ein Café in der Innenstadt.
Beim Filmfestival in Antalya gewann er 1965 bis 1968 und 1975 den Preis für den besten männlichen Nebendarsteller.

## Filmografie (Auswahl)
- 1957: Aci günler
- 1963: Trockener Sommer (Susuz yaz)
- 1972: The Deathless Devil (Yilmayan seytan)
- 1973: Küçük Kovboy
- 1975: Fighting Killer (Quei paracul… pi di Jolando e Margherito)
- 1986: Kuruluş – Osmancık